# ネイツ・スクビッチ
ネイツ・スクビッチ（スロベニア語: Nejc Skubic、1989年6月13日 - ）は、スロベニアの元サッカー選手。元スロベニア代表。ポジションはDF。

## クラブ歴
NKインテルブロック・リュブリャナの下部組織出身で2007年にトップチームに昇格した。その後、リヴァル、NKドラヴァ・プトゥイに期限付き移籍した。
2011年7月に半年契約でFCオツェルル・ガラツィに完全移籍。9月20日にクパ・ロムニエイで移籍後初出場を記録した。
2012年1月にNKドムジャレに2年半契約で加入。
2016年1月にコンヤスポルに完全移籍。2022年夏に現役を引退した。

## 代表歴
2015年10月、UEFA EURO 2016予選・サンマリノ代表戦で代表初招集を受けた。翌年3月23日の北マケドニア代表との親善試合で代表初出場を記録した。2018年10月16日に行われたUEFAネーションズリーグ2018-19・リーグC・キプロス代表戦で代表唯一の得点を記録した。